# Adriana Lisboa
Adriana Lisboa (Rio de Janeiro, 25 d'abril de 1970) és una escriptora brasilera que dintre de la seva trajectòria compta amb sis novel·les, diverses poesies, relats breus i també contes per a nens. La seva obra ha estat traduïda a diversos idiomes com l'anglès, el francès, el castellà, l'alemany, l'italià, el suec i l'àrab i, molt aviat, també al polonès i al turc. Un exemple d'això és que, tant la seva obra poètica com els seus relats breus, han estat publicats a diverses revistes angleses d'aquests gèneres com la Modern Poetry Translation i la Litro Magazine, entre d'altres.
Lisboa és considerada una gran escriptora de la literatura brasilera. El 2003 va guanyar el prestigiós premi de literatura José Saramago per la seva novel·la Sinfonia em branco, i el 2007 a l'Hay Festival/Bogota World Book Capital, va ser seleccionada com un dels 39 escriptors llatí-americans més importants amb menys de 39 anys.

## Biografia
Adriana Lisboa va néixer el 25 d'abril de 1970 a Rio de Janeiro, ciutat en què va créixer i on va cursar els seus estudis. Va començar la carrera de Música en la qual es va graduar a la Universidade Federal do Estado do Rio de Janeiro, també coneguda com a UFRJ. Amb divuit anys va decidir mudar-se a França, on va exercir de cantautora de música popular brasilera, de cantant de jazz brasiler i de traductora. A França va residir tant a París com a Avinyó.

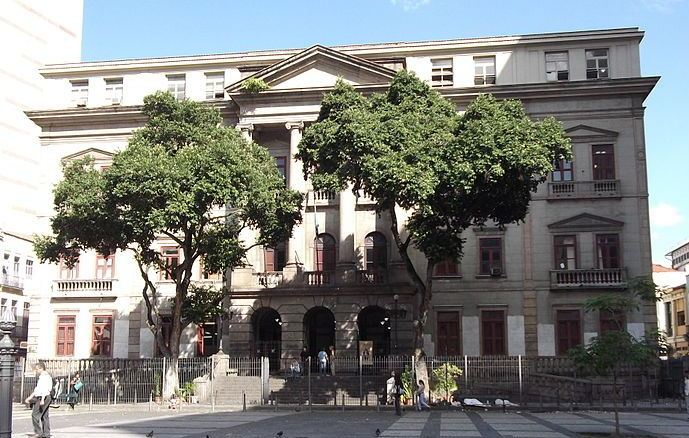
Universidade Federal do Rio de Janeiro - Institut de Filosofia i Ciències Socials de l'Universidade Federal do Rio de Janeiro. Rio de Janeiro, Brasil.

Després d'uns anys va tornar a Rio i allà va treballar de professora de música. Estant a Rio es va decidir per aprofundir en la branca d'humanitats, i és per aquest motiu que va fer un màster de Literatura brasilera i, posteriorment, un doctorat de Literatura Comparada a la Universidade do Estado do Rio de Janeiro (UERJ). De la seva tasca constant com a traductora es poden trobar llibres en portuguès d'autors com Stefan Zweig, Maurice Blanchot i Cormac McCarthy entre d'altres.
Un cop finalitzats els estudis, va marxar un temps al Japó en qualitat de professora convidada a l'International Research Center for Japanese Studies a Kyoto; a Mèxic a la University of New Mexico i a Austin, a la University of Texas. El 2014, va ser convidada com a Escriptor Brasiler Visitant Distingit a la University of California, a Berkeley.
Lisboa practica el budisme zen, va defensar la postura vegana durant molts anys i és una fervent defensora dels drets dels animals. Des de 2007 viu amb la seva família a prop de Boulder (Colorado), on participa en el PEN American Center i on és membre de la junta directiva de l'US-Brazil Connect, una organització creada el 2011 per a promoure l'intercanvi artístic i cultural entre els dos països. El 2009, la seva novel·la A vegades el cor deixa de bategar va ser adaptada al cinema del Brasil i es va convertir en un premiat curtmetratge dirigit per Maria Camargo.

## Obra literària

### Narrativa
| Any  | Editorial           | Títol                 | Argument |
| ---- | ------------------- | --------------------- | --- |
| 1999 | Editora Rocco       | Os fios da memória    | Beatriu, la narradora i protagonista, rep coma herència la casa dels seus oncles de Rio de Janeiro. Allà descobreix uns diaris vells escrits pels seus avantpassats africans i portuguesos. De mica en mica, anirà reconstruint la vida de la seva família, al mateix temps que també refarà la història de Brasil, des de l'època colonial fins als anys 90. |
| 2001 | Editora Rocco       | Sinfonia em branco    | S'explica la història de Maria Ines i Clarice, dues germanes que intercalen diàlegs i silenci, vida i memòria. Aquest relat embolcalla al lector en el món de les seves meravelles i pors. La infantesa, els casaments, els viatges, el dolor... tot es veu desenvolupat en una història gairebé lírica. |
| 2003 | Editora Rocco       | Um beijo de colombina | Teresa mor ofegada i la seva parella, també narrador de la història, decideix escriure per assimilar l'ocorregut i per a organitzar els seus sentiments. És per aquest motiu que decideix explicar què sap d'ella, com la va conèixer, com van acabar vivint junts... fins al dia en què ella va a nedar a una platja de Rio de Janeiro i mai més se la torna a veure; el seu cos tampoc és trobat. A partit d'aquell moment el narrador només podrà pensar en la tràgica pèrdua. |
| 2007 | Editora Rocco       | Rakushisha            | Les vides de Celina i Haruki s'entrecreuen al metro de Rio de Janeiro. Ell —un dissenyador de descendència japonesa gens interessat pel país dels seus avantpassats— es troba fullejant un llibre en japonès, quan Celina —una dona misteriosa— s'interessa pel que ell està llegint. El destí els porta des d'una xerrada al metro fins a un lloc tan inhòspit com Kyoto, on s'enfrontaran a ells mateixos i al seu passat.                                                      |
| 2010 | Editora Rocco       | Azul-corvo            | Fernando, durant la dictadura militar, fuig de Brasil i se'n va cap a Londres, on coneix a Suzana, una brasilera dels Estats Units. S'enamoren i junts marxen a viure a Nou Mèxic. Després de sis anys, ella es muda cap a Colorado i ell, sempre dedicat a la seva exdona, acaba fent de vigilant d'una biblioteca a Denver. |
| 2013 | Editorial Alfaguara | Hanói                 | Explica la història de l'Alex, una noia vietnamita, i d'en David. Fills d'immigrants, són una parella que intenta sobreviure a la ciutat de Chicago, on volen ser feliços malgrat les penúries que se’ls presenten i que viuen en una barreja d'identitats diverses, diferents cultures i hàbits. |

### Poesia
| Any  | Editorial            | Títol             | Descripció |
| ---- | -------------------- | ----------------- | --- |
| 2014 | Editorial Iluminuras | Parte da paisagem | «És el món del gairebé, del que els lectors ja hauran après a apreciar les veus que guien els personatges d'Adriana Lisboa —més enllà dels seus gestos heroics— i del que assaboriran el gran desenvolupament, encara que sigui breu, de la música que sona en el fons, tant en prosa com en poesia.» Pedro Meira Monteiro, Universidade de Princeton. |

### Contes
| Any  | Editorial     | Títol       | Argument |
| ---- | ------------- | ----------- | --- |
| 2004 | Editora Rocco | Caligrafias | Es tracta d'un conjunt de diversos records, presents i d'infantesa, de somnis, imatges, que succeeixen a diferents llocs del món com Estats Units, Brasília, Portugal, Kenya, Sao Paulo, etcètera. Narra accions diàries com anar al supermercat o viatjar en metro que donen peu a pensaments i sentiments ben profunds. |

### Libres infantils i juvenils
| Any  | Editorial            | Títol                                                                 | Categoria        | Il·lustrador         | Argument |
| ---- | -------------------- | --------------------------------------------------------------------- | ---------------- | -------------------- | --- |
| 2005 | Editora Rocco        | Língua de trapos                                                      | Infantil         | Rui de Oliveira      | Lisboa explica una història plena de música i ritme. Mostra com les diferències, tant dintre de la història com en els personatges, poden arribar a crear un ambient harmoniós i poètic, ple de lirisme i encantador. |
| 2007 | Editorial PubliFolha | O coração às vezes para de bater                                      | Novel·la Juvenil | Sense il·lustracions | Narra la història d'una parella d'enamorats que viu a Rio de Janeiro. Ambdós pateixen els turment del món que els envolta, però alhora, també senten els encants de la natura i la humanitat; s'exposen les seves vivències, durant les quals recorreran aquestes dues cares de la mateixa ciutat.                                         |
| 2008 | Editora Rocco        | Contos populares japoneses                                            | Infantil         | Janaina Tokitaka     | La narrativa d'aquest llibre se centra en els valors, les alegries i les pors dels éssers humans, que es plasmen mitjançant l'aparició d'éssers fantàstics i animals encantats que formen aquestes metàfores. L'autora escriu sobre sis contes famosos dintre de la literatura japonesa i els quals són també els seus preferits.          |
| 2009 | Editora Rocco        | A sereia e o caçador deA sereia e o caçador de borboletas\|borboletas | Infantil         | Rui de Oliveira      | Presenta les peripècies d'un caçador de papallones —a qui no li agrada tenir les papallones a la seva xarxa— i d'una sirena —que només es troba a gust cantant quan està sola— que un bon dia es troben i s'enamoren. El seu amor serà tant fort que atorgarà esperança als mariners dels vaixells de Portugal que desitgen tornar a casa. |

### Antologies literàries i col·leccions de contes
| Any  | Editorial            | Títol | Argument |
| ---- | -------------------- | --- | --- |
| 2004 | Editorial Record     | 25 mulheres que estão fazendo25 mulheres que estão fazendo a nova literatura brasileira\|a nova literatura brasileira | Rufatto selecciona històries urbanes de 25 autores de ficció en prosa que van començar a publicar a partir de 1990. Al llarg de les narracions s'aniran tractant temes com l'amistat, el sexe i altres subjectes de caràcter contemporani situats a la ciutat de Rio, on parelles i amics desenvoluparan un seguit de complexos sentiments de temàtica universal.                                                                             |
| 2004 | Casa da Palavra      | Prosas cariocas | S'exposen relats de Rio amb fotografies i notícies que reflecteixen la realitat dels carrers a través de la ficció. D'aquesta manera la ciutat es mostra com és als seus habitants, tant als admiradors com als detractors. |
| 2005 | Editorial PubliFolha | Aquela canção | Dotze contes que capten tota la màgia de la música popular brasilera i que a través dels quals s'explica cada moment de la història del Brasil. Dotze autors de prestigi, entre ells Adriana Lisboa, uneixen música i literatura per crear aquest recopilatori de petites narracions. |
| 2005 | Casa da Palavra      | Rio Literário | Diversos autors que recorren els carrers de Rio de Janeiro realitzen descripcions de la ciutat com si d'un mapa literari es tractés. Aquestes històries porten al lector a perdre's entre els edificis de la ciutat i seus racons, tant pels coneguts com pels més secrets. És només d'aquesta manera que els lectors podran crear la seva pròpia visió d'una ciutat de la que tindran por, una ciutat que estimaran, una ciutat plena d'art. |
| 2005 | Centro Colombo       | Contos que contam | L'esperança, la solidaritat, l'empatia i l'altruisme són la base que subjecta i desenvolupa un seguit d'històries que pretén fer veure als homes que amb una mica d'amor i comprensió es pot ajudar els menys afavorits a gaudir d'una millor situació i, en general, a construir un món millor. |
| 2006 | La Nuova Frontiera   | Lusofônica - La nuova narrativa in lingua portoghese                                                                  | Dinou escriptors joves, entre ells Lisboa, presenten dinou relats que traspassen totes les facetes de la història (imperialisme, dictadura, guerres, colonialisme...). Dinous contes per al públic italià que els traslladarà des de la sabana africana fins a Portugal. |
| 2007 | Livro Falante        | Contos de agora (audiollibre)                                                                                         | Vint-i-un autors brasilers —cada autor amb el seu estil i les seves temàtiques— presenten els seus contes, coneguts i consagrats o encara per descobrir, on es pot veure dibuixada perfectament la nova literatura brasilera. |
| 2007 | Ediciones B          | Antología de cuento latinoamericano                                                                                   | Trenta-nou contes de trenta-nou escriptors guanyadors de l'Hay Festival l'any 2007. Es tracta d'un recopilatori que ofereix diversos punts de vista, tant de nens com d'adults (podem trobar-hi personatges com el senyor vell, la dona, personatges homosexuals...). Tots ells mostraran els seus diversos punts de vista sobre el món i les seves experiències en ell.                                                                      |
| 2007 | 7Letras/CosacNaify   | Inimigo Rumor n°19 (revista de poesia)                                                                                | Conjunt de poemes brasilers d'autors com Sebastião Uchoa Leite, Adriana Lisboa, Salomó Waly i Armando Freitas Filho, que aquesta revista presenta com a recull per commemorar els seus deu anys de publicacions. Una unió de prestigi i innovació dins de la literatura brasilera. |
| 2009 | Casa da Palavra      | Dicionário amoroso da língua portuguesa                                                                               | Obra amb nom de diccionari on es recullen les peculiaritats del portuguès de cada país en un moment de procés d'unificació de la llengua portuguesa. Autors de Portugal, Brasil, Angola i Moçambic s'uneixen per evidenciar paraules que no han d'oblidar-se i a través de les quals es mostra la riquesa de la seva llengua i les seves particularitats.                                                                                     |
| 2010 | Whereabouts Press    | Brazil: A Traveler's Literary Companion                                                                               | Autors com Machado d'Assis o Clarice Lispector es reuneixen en aquest llibre per donar vida a les passions, l'humor, la bondat, el sexe i la tragèdia d'un Brasil ple de màgia i que es mostra des del segle xix fins a l'actualitat. |
| 2011 | Bokforläget Tranan   | Brasilien berättar: Ljud av steg                                                                                      | Antologia d'alguns clàssics moderns de la literatura brasilera, com Clarice Lispector, juntament amb la frescor que ofereixen els escriptors novells com Adriana Lisboa. És un recull que mostra l'art contemporani del conte brasiler, que se centra en la descripció de la ciutat, la seva electricitat i la condició de la modernitat que es viu als seus carrers.                                                                         |
| 2012 | Editora Rocco        | Amar, verbo atemporal                                                                                                 | Conjunt de poesies d'amor que reuneix els autors més importants, coneguts i innovadors de la literatura nacional brasilera. Un repàs, doncs, de la visió brasilera amorosa en forma de lírica que transmet durant tota l'obra diversos colors i sensacions. |

## Filmografia

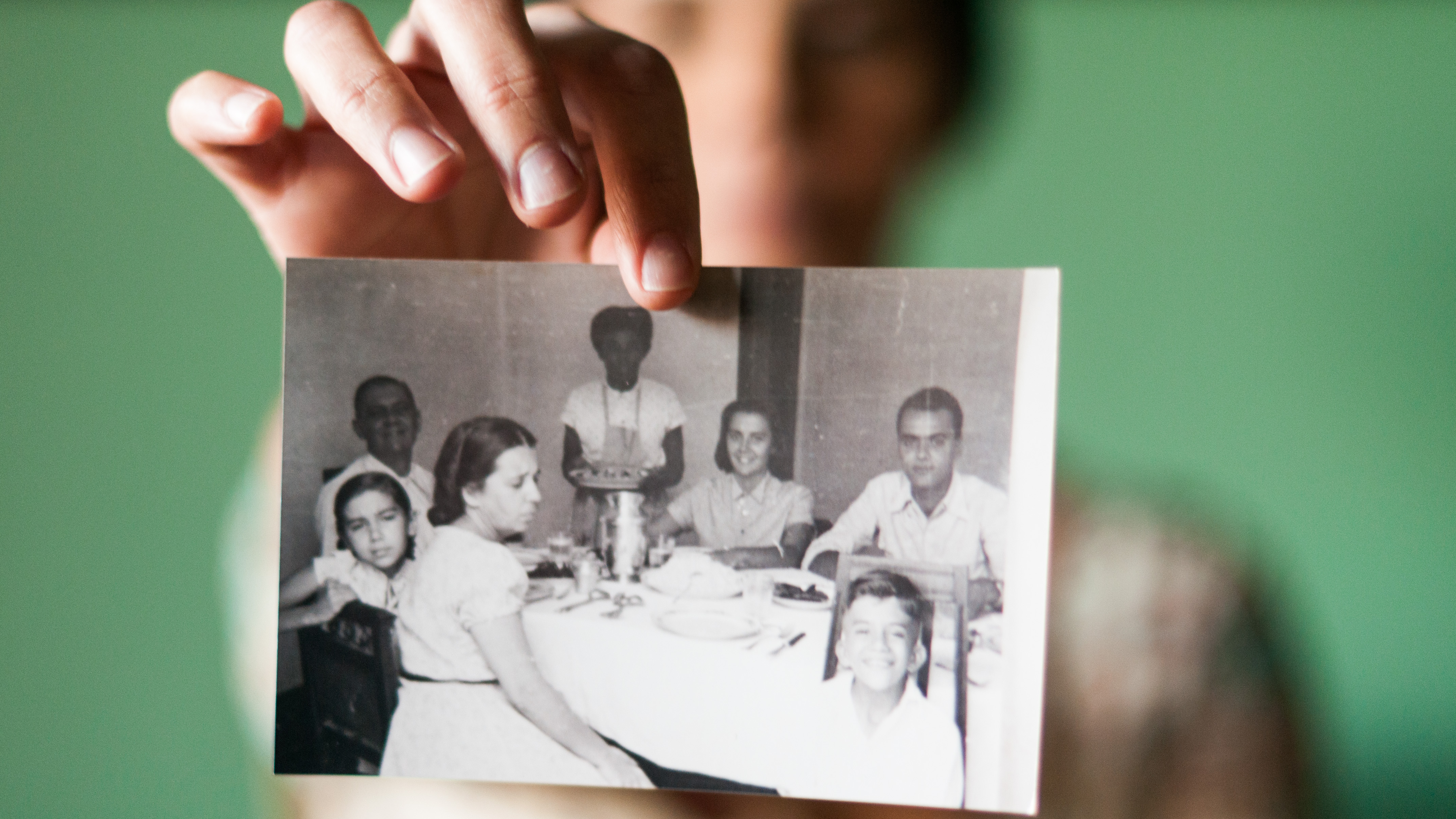
Fotografia del documental Lisboa, d'Eduardo Montes-Bradley, on apareix Adriana Lisboa subjectant una fotografia del seu àlbum familiar.

L'any 2012 es va realitzar un documental de l'escriptora titulat Lisboa. Va ser produït per Heritage Film Project amb el suport del Ministeri Brasiler de Relacions Externes i de l'Ambaixada del Brasil de Washington D.C.
El documental, dirigit per Eduardo Montes–Bradley,
explica les experiències de l'autora brasilera Adriana Lisboa, que en aquell
moment residia a Louisville. Es va filmar durant el mes de febrer de 2012 a la zona de Boulder (Colorado). Es va estrenar a Virgínia a WHTJ PBS / WCVE PBS i també es va emetre per la Rocky Mountain PBS.

## Premis
| Any        | Premi                                                                                 | Obra premiada                                    | Resultat                                                                               |
| ---------- | ------------------------------------------------------------------------------------- | ------------------------------------------------ | -------------------------------------------------------------------------------------- |
| 2003       | Premi José Saramago                                                                   | Sinfonia em branco                               | Guanyadora                                                                             |
| 2005       | Premi Moinho Santista                                                                 | Trajectòria literària                            | Guanyadora                                                                             |
| 2006       | Premi d'Autor Revelació de la FNLIJ (Fundação Nacional do Livro Infantil e Juvenil)   | Língua de trapos                                 | Guanyadora                                                                             |
| 2005/ 2008 | Altamente recomendável per la FNLIJ (Fundação Nacional do Livro Infantil e Juvenil)   | Língua de trapos i Contos populares japoneses    | Guanyadora                                                                             |
| 2007       | Premi a l'Hay Festival/Bogotá Capital Mundial do Livro                                | Trajectòria literària                            | Seleccionada entre els 39 autores llatino-americans més importants de menys de 39 anys |
| 2004/ 2008 | Premi Jabuti a la categoria de novel·la                                               | Um beijo de colombina (2004) i Rakushisha (2008) | Finalista                                                                              |
| 2009       | Prémio Literário Casino da Póvoa a Portugal, a la categoria de millor llibre de l'any | Rakushisha                                       | Finalista                                                                              |
| 2011       | Prix des Lectrices d'Elle Magazine a França                                           | Des roses rouge vif i Sinfonia em branco.        | Finalista                                                                              |
| 2011       | PEN Center USA Literary Awards a la categoria de ficció traduïda                      | Symphony in White                                | Finalista                                                                              |
| 2011       | Premi São Paulo de Literatura                                                         | Azul-corvo                                       | Finalista                                                                              |
| 2011       | Premi Zaffari & Bourbon                                                               | Azul-corvo                                       | Finalista                                                                              |